# Coupe du Kazakhstan de football 2007
Navigation
Édition précédente Édition suivante
La Coupe du Kazakhstan 2007 est la 16e édition de la Coupe du Kazakhstan depuis l'indépendance du pays. Elle prend place du 21 mars au 29 novembre 2007.
Un total de 43 équipes prennent part à la compétition, toutes issues des deux premières divisions nationales kazakhes pour la saison 2007.
La compétition est remportée par le Tobol Kostanaï qui l'emporte face à l'Ordabasy Chimkent à l'issue de la finale et gagne sa première coupe nationale. Ce succès permet au club de se qualifier pour le premier tour de qualification de la Coupe UEFA 2008-2009 ainsi que pour l'édition 2008 de la Supercoupe du Kazakhstan.

## Premier tour
Les rencontres de ce tour sont jouées entre le 23 mars et le 14 avril 2007 et voient s'opposer 22 des 27 équipes de la deuxième division.
| Date          | Club                        | Score         | Club                             |
| ------------- | --------------------------- | ------------- | -------------------------------- |
| 23 mars 2007  | Akjaïyk Oural (D2)          | 2 - 0         | (D2) Jastar Oural                |
| 11 avril 2007 | Gorniak Khromtaou (en) (D2) | 0 - 1         | (D2) Kaspiy Aqtaw                |
| 11 avril 2007 | Kaysar-Jas Kyzylorda (D2)   | 1 - 3         | (D2) Ordabasy-2 Chimkent         |
| 11 avril 2007 | Tsesna Almaty (D2)          | 3 - 2         | (D2) Jetyssou-2 Taldykourgan     |
| 11 avril 2007 | Kazakhmys Satpaïev (D2)     | 1 - 0         | (D2) Chakhtior-Iounost Karagandy |
| 11 avril 2007 | Avangard Petropavl (D2)     | 2 - 0         | (D2) Tobol-2 Kostanaï            |
| 11 avril 2007 | Rakhat Astana (D2)          | 2 - 1         | (D2) Aksou Stepnogorsk           |
| 11 avril 2007 | Batyr Ekibastouz (D2)       | 2 - 0         | (D2) Bolat Termitaw (en)         |
| 11 avril 2007 | FK Semeï (D2)               | 3 - 2         | (D2) Irtych-2 Pavlodar           |
| 14 avril 2007 | Energetik Pavlodar (D2)     | 2 - 0         | (D2) Vostok-2 Öskemen            |
|               | Megasport Almaty (D2)       | 3 - 0 Forfait | (D2) Sportakademia Kaïrat Talgar |

## Seizièmes de finale
Les rencontres de ce tour sont jouées entre le 16 et le 19 avril 2007. Il voit l'entrée en lice de l'ensemble des équipes restantes et notamment les seize clubs de la première division.
| Date          | Club                                  | Score                | Club                          |
| ------------- | ------------------------------------- | -------------------- | ----------------------------- |
| 16 avril 2007 | FK Semeï (D2)                         | 0 - 2 ap             | (D1) Ekibastouzets Ekibastouz |
| 17 avril 2007 | Batyr Ekibastouz (D2)                 | 0 - 2 ap             | (D1) FK Taraz                 |
| 18 avril 2007 | Akjaïyk Oural (D2)                    | 0 - 4                | (D1) FK Aktobe                |
| 18 avril 2007 | Kaspiy Aqtaw (D2)                     | 1 - 2                | (D1) Kaysar Kyzylorda         |
| 18 avril 2007 | Ordabasy-2 Chimkent (D2)              | 2 - 5                | (D1) Jetyssou Taldykourgan    |
| 18 avril 2007 | Tsesna Almaty (D2)                    | 2 - 3                | (D1) FK Astana                |
| 18 avril 2007 | Kazakhmys Satpaïev (D2)               | 0 - 2 ap             | (D1) Tobol Kostanaï           |
| 18 avril 2007 | Avangard Petropavl (D2)               | 1 - 2                | (D1) Kaïrat Almaty            |
| 18 avril 2007 | Rakhat Astana (D2)                    | 2 - 3                | (D1) Okjetpes Kökşetaw        |
| 18 avril 2007 | Energetik Pavlodar (D2)               | 1 - 1 ap (4 - 5 tab) | (D1) Chakhtior Karagandy      |
| 18 avril 2007 | Megasport Almaty (D2)                 | 2 - 1                | (D1) FK Almaty                |
| 18 avril 2007 | Karasaï Sarbazdary Kaskelen (en) (D2) | 2 - 3                | (D1) Okjetpes Kökşetaw        |
| 18 avril 2007 | FK Aktobe-Jas (D2)                    | 1 - 2                | (D1) FK Atyraou               |
| 18 avril 2007 | Jambil Taraz (D2)                     | 0 - 4                | (D1) Ordabasy Chimkent        |
| 18 avril 2007 | Asbest Jetiqara (D2)                  | 0 - 3                | (D1) Irtych Pavlodar          |
| 19 avril 2007 | Mounaïly Atyraou (D2)                 | 0 - 3                | (D1) Vostok Öskemen           |

## Huitièmes de finale
Les rencontres de ce tour sont jouées les 8 et 9 mai 2007.
| Date       | Club                     | Score                | Club                          |
| ---------- | ------------------------ | -------------------- | ----------------------------- |
| 8 mai 2007 | FK Aktobe (D1)           | 4 - 0                | (D1) Jetyssou Taldykourgan    |
| 8 mai 2007 | FK Taraz (D1)            | 1 - 4                | (D1) Tobol Kostanaï           |
| 8 mai 2007 | Chakhtior Karagandy (D1) | 3 - 2                | (D1) FK Atyraou               |
| 8 mai 2007 | Kaysar Kyzylorda (D1)    | 2 - 1                | (D1) Iesil-Bogatyr Petropavl  |
| 8 mai 2007 | FK Astana (D1)           | 2 - 2 ap (3 - 5 tab) | (D1) Ekibastouzets Ekibastouz |
| 8 mai 2007 | Megasport Almaty (D2)    | 1 - 0 ap             | (D1) Irtych Pavlodar          |
| 8 mai 2007 | Ordabasy Chimkent (D1)   | 2 - 0                | (D1) Vostok Öskemen           |
| 8 mai 2007 | Kaïrat Almaty (D1)       | 2 - 0                | (D1) Okjetpes Kökşetaw        |

## Quarts de finale
Les quarts de finales sont disputés sous la forme de confrontations en deux manches, les matchs aller étant joués du 3 au 5 septembre 2007 et les matchs retour le 26 septembre.
| Club                          | Score  | Club                     | Aller | Retour |
| ----------------------------- | ------ | ------------------------ | ----- | ------ |
| Tobol Kostanaï (D1)           | 3 - 1  | (D1) FK Aktobe           | 3 - 1 | 0 - 0  |
| Kaysar Kyzylorda (D1)         | 1E - 1 | (D1) Chakhtior Karagandy | 0 - 0 | 1 - 1  |
| Kaïrat Almaty (D1)            | 0 - 1  | (D1) Ordabasy Chimkent   | 0 - 1 | 0 - 0  |
| Ekibastouzets Ekibastouz (D1) | 2 - 1  | (D2) Megasport Almaty    | 0 - 0 | 2 - 1  |

## Demi-finales
Les deux demi-finales sont disputés sur terrain neutre le 23 octobre et le 7 novembre 2007.
| Date            | Club                          | Score                | Club                   |
| --------------- | ----------------------------- | -------------------- | ---------------------- |
| 23 octobre 2007 | Ekibastouzets Ekibastouz (D1) | 1 - 1 ap (3 - 5 tab) | (D1) Ordabasy Chimkent |
| 7 novembre 2007 | Kaysar Kyzylorda (D1)         | 1 - 2                | (D1) Tobol Kostanaï    |

## Finale
La finale de cette édition oppose le Tobol Kostanaï à l'Ordabasy Chimkent. Le Tobol est le seul des deux à avoir déjà participé à une finale, s'étant incliné quatre ans plus tôt durant celle de l'édition 2003.
La rencontre est disputée le 29 novembre 2007 au Stade central de Taraz et voit le Tobol Kostanaï ouvrir le score à la 28e minute grâce à Ruslan Baltiev et tenir l'avantage à la mi-temps. Ce dernier double ensuite la mise à l'heure de jeu sur penalty avant qu'Igor Iourine (en) n'inscrive le troisième et dernier but des siens à la 69e minute. Le score ne bouge plus par la suite et permet au Tobol de remporter sa première coupe nationale, qui constitue également son premier titre domestique.
| Entraîneur :   |
| Marco Bragonje |

| Entraîneur :     |
| Dmitri Ogaï (en) |

| Entraîneur :   |
| Marco Bragonje |

| Entraîneur :     |
| Dmitri Ogaï (en) |